# یونان باستان
یونانِ باستان به تمدنِ دوره‌ای از تاریخ یونان از قرن ششم/هشتم قبل از میلاد تا عصر کلاسیک (حدود قرن ششم/هفتم میلادی) گفته می‌شود. بلافاصله بعد از این دوران، قرون وسطی و امپراتوری روم شرقی آغاز می‌شود.
سهمی که یونان باستان در تمدن بشر دارد ادبی و فلسفی و علمی است. آتنی‌ها بیشتر مردمی هنرمند و اندیشمند بودند تا جنگجو و سیاستمدار، و برای همین هنرهای زیبا و ادبیات نغزی ایجاد کردند که تا امروز مردم دنیا را لذت می‌بخشد. فلسفهٔ آنان در مسیحیت نیز نفوذ داشته و در طرز تفکر جهان غرب مؤثر بوده‌است. ایشان در علوم طبیعی نیز اطلاعات قابل‌توجهی به‌دست آورده بودند. در آموزش و پرورش، یونانیان به ارزش اخلاقی انسان و پرورش تن و روان در آن واحد و میانه‌روی در هرچیز اهمیت بسیار می‌دادند. آموزشگاه‌های آنان برای مغرب آسیای صغیر و مدیترانه شرقی سرمشق شد و همین‌که جمهوری و سپس امپراتوری روم پدید آمدند، رومیان سازمان مدارس و روش آموزش و پرورش یونانیان را اقتباس کردند و مدت‌ها جوانان رومی در دانشگاه‌های یونان به‌تحصیل پرداختند و، بدین‌ترتیب، وسیلهٔ بسط و توسعهٔ نفوذ ادبی و علمی یونان در تمام حوزهٔ مدیترانه شدند.
همچنین از مهم ترین و بزرگترین فتوحات یونانیان به دست اسکندر کبیر یا اسکندر مقدونی رقم خورد مجموعه نبرد هایی که از  (۳۳۶–۳۲۳ پ. م) ادامه داشت و در نهایت به فروپاشی هخامنشیان منجر شد و یونانیان حدود ۲۴۹ سال بر ایران فرمانروایی کردند.

## گاهشمار تحولات سیاسی
- ۱۰۰۰ پیش از میلاد

مردم یونانی زبان در سرزمین اصلی یونان ساکن شدند. این افراد اوّلین منطقهٔ شهری خود را بنیان‌گذاری نمودند. این کار همزمان با (یا پس از) سکونت آریاییان در ایران بود.
- ۷۷۶ پیش از میلاد

اولین مسابقات المپیک، در شهر المپیا، در جنوب یونان برگزار گردید.
- ۷۵۰ پیش از میلاد

یونانی‌ها به‌وجود آوردن مستعمرات را در سرتاسر مدیترانه، آغاز کردند. آن‌ها مستعمراتی روی جزیرهٔ سیسیل و در جنوب ایتالیا، به‌وجود آورند.
- ۵۹۴ پیش از میلاد

قانون گذار آتنی، سولون، نخستین قوانین آتن در حوزهٔ سیاست و قضاوت نوشت.
- ۵۰۷ پیش از میلاد
- ۴۹۴ پیش از میلاد: سرکوب شورش یونانیان ایونی به همراه آتنی‌ها توسط داریوش بزرگ با عنوان جنگ لاده و شکست یونانیان در نزدیکی جزیره لاده.[۵]

کلئیستنس دموکراسی آتن را تأسیس کرده و عصر کلاسیک آتن باستان را آغازید.
- ۴۹۰ پیش از میلاد

داریوش بزرگ، پادشاه هخامنشی، در پشتیبانی از هیپیاس، حاکم پیشین آتن، سپاهی را روانه یونان می‌کند. آتنی‌ها در نبرد ماراتون، ارتش مهاجم ایرانیان را شکست می‌دهند.
بنا بر دانشنامه ایرانیکا در سال ۴۹۰ پیش از میلاد جنگی به نام ماراتن بین ایران و یونان در محلی به نام ماراتن در یونان کنونی رخ می‌دهد و ارتش هخامنشی از یونان شکست می‌خورد. این نبرد نخستین پیروزی یونان بر پارس در خشکی بود.
- ۴۸۰ پیش از میلاد

لشکر پارس، به پادشاهی خشایارشا در نبرد ترموپیل، سپاه اسپارت، را در هم می‌کوبند؛ و سپس آتن را فتح می‌کنند. مدتی بعد ناوگان دریایی پارس و آتن در جنگ سالامیس، درگیر می‌شوند. پس از نیمی از روز درگیری، ناوگان پارس صحنه جنگ را ترک کرده و خشایارشا به سرزمین پارس بازمی‌گردد.
- ۴۷۹ پیش از میلاد

نیروی زمینی پارس به رهبری مردونیه، برای بار دوم آتن را فتح می‌کند. سپس نیروهای متحد آتن و اسپارت، پارسیان را محاصره کرده و در جنگ پلاته آنان را شکست می‌دهند. تاریخ‌نگاران یونانی از این جنگ به عنوان پایان حضور نظامی پارس در یونان یاد می‌کنند.
- ۴۲۹–۴۶۲ پیش از میلاد

آتن در عصر پریکلس، ژنرال و سیاستمدار یونانی، شکوفا شد. بهترین بخش‌های تپه آکروپولیس از جمله معبد بزرگ پارتنون برای ایزدبانو آتنا، در این زمان ساخته شد.
- ۴۰۴–۴۳۱ پیش از میلاد

دو اتحادیه یونان، اتحادیه دلوس به رهبری آتن و اتحادیه پلوپونزی به رهبری اسپارت برای به‌دست گرفتن کنترل یونان با هم وارد جنگ می‌شوند. این جنگ موسوم به جنگ پلوپونز مدت ۲۷ سال طول کشیده و با پیروزی قطعی و کامل اسپارت که از پشتیبانی کوروش کوچک، شاهزاده هخامنشی برخوردار بود، به پایان رسید. پایان این جنگ با تخریب دیوارهای آتن و نابودی دموکراسی این شهر همراه بود.
- ۳۳۸ پیش از میلاد

فیلیپ اهل مقدونیه، پدر اسکندر، در جنگ چایرونی، سراسر یونان را فتح می‌کند. پیروزی فیلیپ، عصر استقلال مناطق شهری یونان را پایان می‌دهد.
پس از او اسکندر مقدونی، کار پدر را تکرار کرده و یونانیان را مجبور به اطاعت می‌کند.
- ۱۸۷ پیش از میلاد

با شکست فیلیپ پنجم مقدونی، رمی‌ها جای مقدونی‌ها را در یونان می‌گیرند.
دستاوردهای فرهنگی دولت ـ شهرهای یونان در طول دوران قدیم (۵۰۰ قبل از میلاد ـ ۵۰۰ میلادی) برای مدت هزار سال جهان غرب را تحت تأثیر قرار داد. دانشمندان یونانی اکتشافاتی در امور طبیعی انجام دادند. فلاسفه یونان نظریاتی در زمینه اداره جوامع به جهان ارائه دادند و هنر و درام یونانی شکوفا شد.
- از سال ۸۷ تا ۸۶ پیش از میلاد جنگ‌های مهردادی شروع می‌شود و مهرداد ششم پنتوس به وسیله رومیان از یونان باستان و دیگر نقاط اروپا عقب رانده می‌شود.[۵]

## فیلسوفان، نویسندگان و هنرمندان یونان باستان
توجه شود که برخی از افراد که نامشان در زیر آمده‌است، لزوماً یونانی نبوده بلکه آثارشان را به زبان یونانی نوشته‌اند.
- فیثاغورث، فیلسوف و ریاضی‌دان یونانی، رابطه بین ضلع‌های مثلث قائم الزوایه را کشف کرد.

۵۵۰ پیش از میلاد
- آناکسیماندروس فیلسوف یونانی، اهل سیلتوس، واقع در آسیای صغیر (ترکیه کنونی)، سعی می‌کند که آغاز جهان و ساختار آن را کشف کند.

او نتیجه می‌گیرد که هوا مهم‌ترین ماده جهان است. ۵۴۵ پیش از میلاد
- آیسوخلوس، نمایشنامه‌نویس یونانی، را برای موضوع نمایشنامه‌هایش، مورد استفاده قرار می‌دهد. مشهورترین نمایشنامه او به نام «اورستیا» سرگذشت یک خانواده سلطنتی را در طول «جنگ تروا» نشان می‌دهد. ۵۲۴ پیش از میلاد تا ۴۵۶ پیش از میلاد
- ستاره‌شناس یونانی، آناکساغورس، متوجه می‌شود که نور ماه انعکاس نور خورشید است. پریکلس، سردار آتنی، واریپیدس (اریپید)، تراژدی‌نویس نامدار، در محضر وی تعلیم می‌یابند. ۴۲۸–۵۰۰ پیش از میلاد
- سوفوکلس، تراژدی‌نویس نمایشنامه می‌نویسد. معروفترین نمایشنامه او «ادیپ شهریار» نام دارد که سرگذشت پادشاهی را که ندانسته پدر خود را به قتل می‌رساند و با مادر خود ازدواج می‌کند، به تصویر می‌کشد. در حدود ۴۰۶–۴۹۶ پیش از میلاد
- اوریپیدس، تراژدی‌نویس یونانی، نمایشنامه‌هایی را بر پایه اساطیر یونان می‌نویسد. مشهورترین نمایشنامه وی، «مده ا»، داستان زنی است که فرزندان خود را به قتل می‌رساند. در حدود ۴۰۶–۴۸۶ پیش از میلاد
- فیدیاس، مجسمه‌ساز یونانی، مجسمه‌هایی برای معبد «پارتنون» در آکروپولیس آتن. در حدود ۴۳۰–۴۹۰ پیش از میلاد
- سقراط، فیلسوف یونانی و ملقب به پدر فلسفه، در آتن به تدریس می‌پردازد. مقامات آتن از عقاید او به خشم می‌آیند و او را به مرگ محکوم می‌کنند. او به مرگ با نوشیدن شوکران محکوم می‌شود و خودکشی می‌کند. در حدود ۳۹۹–۴۷۰ پیش از میلاد.
- آریستوفانس (آریستوفان)، نمایشنامه‌نویس یونانی، در نمایشنامه‌های کمدی اش مسائل روز را در قالب طنز مورد بحث قرار می‌دهد. برای مثال، نمایشنامه «ابرها»، فلاسفه آتن را به طنز می‌کشد. در حدود ۳۸۵–۴۵۰ پیش از میلاد
- افلاطون، فیلسوف یونانی، نخستین دانشگاه، «آکادمی»، را در آتن دایر می‌کند و مردان جوان در آن به تحصیل فلسفه می‌پردازند. وی در رساله «محورات»، مجموعه مباحثات استاد خویش، سقراط، را با اهالی آتن به رشته تحریر درمی‌آورد. او با انتشار «رساله جمهوریت» به بیان عقاید خویش دربارهٔ نحوه اداره یک حکومت ایدئال می‌پردازد.

در زبان یونانیان قدیم، کلمه فلسفه به معنی «عشق به دانایی» است. در طول سال‌های ۳۰۰–۵۰۰ قبل از میلاد، تمامی علوم عقلانی رونق یافتند. در ۳۴۷–۴۲۷ پیش از میلاد
- ارسطو، فیلسوف یونانی، تعلیم و تربیت اسکندر مقدونی را که بعدها به سرداری بزرگ مبدل شد، به عهده می‌گیرد. ارسطو در آتن، مدرسه‌ای به نام لیسیوم (لوکیون) تأسیس می‌کند. وی رساله «سیاست» را می‌نویسد و در آن به بحث دربارهٔ شش روش اداره حکومت می‌پردازد. او همچنین «نمودار نردبانی طبیعت» را که در آن موجودات زنده بر اساس پیچیدگی ساختمان بدنشان طبقه‌بندی شده‌اند، ابداع می‌کند. در حدود ۳۸۴ تا ۳۲۲ پیش از میلاد
- در شهر اسکندریه، که به‌وسیله یونانیان در مصر بنا گردید، پزشکی به نام هیرو فیلوس به منظور بررسی دستگاه عصبی و اجزای بدن انسان، به تشریح اجساد می‌پردازد. در حدود ۳۳۵ تا ۲۸۰ پیش از میلاد
- اقلیدس، ریاضیدان یونانی، مقدمات هندسه را به وجود می‌آورد. در حدود ۳۳۰ تا ۲۷۵ پیش از میلاد
- آریستارخوس (ارسطرخوس)، ستاره‌شناس یونانی، خورشید را به جای زمین، مرکز علم می‌پندارد. در حدود ۳۱۰ تا ۲۳۰ پیش از میلاد
- ارشمیدس در موطن خود، شهر سیراکوس (سوراقوسا)، به کشف این نکته که هر شیئی به اندازه حجم خود آب جابجا می‌کند، نائل می‌گردد. وی دستگاهی برای بالا کشیدن آب، پیچ ارشمیدس، اختراع می‌کند؛ و نام خود را بر آن می‌گذارد. سربازان رومی در جریان محاصره سیراکوس، ارشمیدس را به قتل می‌رسانند. در حدود ۲۸۷–۲۱۲ پیش از میلاد
- تسبیوس اسکندرانی (اهل اسکندریه) ساعت آبی و تلمبه فشاری را اختراع می‌کند. در حدود ۲۰۰ پیش از میلاد
- هیپارخوس (ابرخس)، ستاره‌شناس یونانی، فهرستی از اسامی ستارگان، گردآوری می‌کند و زمان کسوف‌های خورشیدی را محاسبه می‌کند. در حدود ۱۶۸ تا ۹۰قبل از میلاد
- بطلمیوس در شهر اسکندریه مصر، که به دست یونانیان بنا شده بود، با استفاده از طول و عرض جغرافیایی، نقشه‌ای از جهان شناخته شده آن زمان، ارائه می‌دهد. در حدود ۱۴۴ تا ۱۲۷ پیش از میلاد.
- هیپاتیا فیلسوف زن نوافلاطونی که به عنوان نخستین زن برجستهٔ ریاضی‌دان و آخرین کتابدار کتابخانه اسکندریه شناخته می‌شود. او استاد فلسفه و ریاضی در شهر اسکندریه بود و در علم نجوم تبحر داشت. وی در دوران حکومت روم بر مصر در اسکندریه زندگی می‌کرد و به دست مسیحیان و با تحریک کلیسا به اتهام جادوگری کشته شد.
- انیسیدموس (حدود یک سده پیش از میلاد) اهل کنوسوس در جزیره کرت و مبدع نظریه اپوخه. اپوخه لحظه‌ای نظری را وصف می‌کند که تمامی قضاوت‌ها دربارهٔ وجود یا هستی جهان خارجی و در نتیجه تمام کنش‌ها در جهان به حالت تعلیق در می‌آید. این نظریه نقشی پر رنگ در مکتب شک گرایی که یکی از زیر مجموعه‌های خردگرایی است را ایفا کرد.
- تالس، ریاضیدان یونانی،
- بقراط، دانشمند و پزشک یونانی،